# Lotario di Séez
Lotario di Séez (... – 756) è stato un vescovo franco, venerato come santo dalla chiesa cattolica.

## Biografia
Lotario (Lother, Lotharie o Lohier) è stato il sedicesimo vescovo di Séez. 
Fondò un monastero nella foresta di Argentan, in Francia, chiamato Saint Loyer des Champs in suo onore. 
Dopo trentadue anni di episcopato (dal 720 al 752), lasciò il suo incarico per vivere da eremita fino alla morte.
Le sue reliquie si trovano nella chiesa di San Lotario a Saint-Loyer-des-Champs.

## Culto
Nel Martirologio Romano è ricordato alla data del 15 giugno: 